# بيل كادمان
بيل كادمان هو سياسي أمريكي، ولد في 4 أكتوبر 1960 في Hollywood, Maryland ‏ في الولايات المتحدة. نشط حزبياً في الحزب الجمهوري. وقد انتخب عضو مجلس ولاية كولورادو ‏ وانتخب عضو مجلس نواب كولورادو ‏.